# Axonya championi
Axonya championi – gatunek chrząszcza z rodziny biegaczowatych i podrodziny Broscinae.

## Taksonomia
Gatunek ten opisany został w 1923 roku przez Herberta E. Andrewes.

## Opis
Ciało długości od 9 do 10,2 mm. Wierzch ciała ciemnozielony, gdzieniegdzie z metalicznie zielonym połyskiem, spód ciemnobrązowy do czarnego, pierwsze cztery człony czułków rudożółte, pozostałe ciemnobrązowoszare, odnóża i głaszczki rudożółte. Nadustek gładki. Bruzda nadoczna wyraźnie głębsza i płytsza wzdłuż wewnętrznej krawędzi oczu niż z przodu od nich. Boki przedplecza zaokrąglone i zwężone ku podstawie, kąty wyraźne: przednie niewystające, a tylne rozwartokątne. Pokrywy po bokach wypukłe i o ramionach szeroko zaokrąglonych. Rzędy i epipleury punktowane, międzyrzędy zaś płaskie. Edeagus pośrodku zgięty ku dołowi i o wierzchołku szeroko zaokrąglonym.

## Rozprzestrzenienie
Gatunek endemiczny dla Indii, znany ze stanów Himachal Pradesh, Sikkim, Dardżyling, Uttar Pradesh, Uttarakhand.